# Ecnomus wamena
Ecnomus wamena är en nattsländeart som beskrevs av Cartwright 1998. Ecnomus wamena ingår i släktet Ecnomus och familjen trattnattsländor. Inga underarter finns listade i Catalogue of Life.